# Toxarisz
Toxarisz (Τοξαρις), szkíta férfiú, Lukianosz párbeszédes formában megírt művének – Toxarisz, avagy Barátság (Τόξαρις ἢ Φιλία) – főszereplője. A szóban forgó munka valószínűleg a 163. év táján született, évszázadokkal Toxarisz athéni látogatása, illetve halála után.
Toxarisz Anakharszisz kortársa volt, ám őt megelőzve – tehát i. e. 589. előtt – látogatott a görögök városába. Lukianosz szerint nem tartozott sem a királyok családjának tagjai, sem az előkelők közé, hanem a köznép képviselője volt. A görög műveltség iránti érdeklődése okán látogatott Athénba, ahol – mint orvos – később igen nagy tekintélyt szerzett.
Nem ment többé vissza a királyi szkíták országába, hanem Athénban halt meg. A város lakói, mivel egy ízben megszabadította őket a ragálytól, hősnek tartották, és vendég orvos címmel tüntették ki. Fehér lovat is áldoztak síremléke mellett. Emlékoszlopán – mondja Lukianosz – szkíta férfiú volt kivésve, ki bal kezében kifeszített íjat, jobbjában pedig könyvet tartott. (Toxarisz neve valószínűleg a görög toxotész (τοξοτης: íjász) szó elferdített változata.)
Lukianosz, illetve az általa megszólaltatott Toxarisz a következőkben foglalja össze a barátság jelentőségét a szkíták körében.
„Mert tudd meg ezt is: a scythák mitsem tartanak nagyobbnak a barátságnál, s nincs is valami a miért a scytha inkább büszkélkednék, mintha együtt fáradoz s bajakban részesül baráti férfiuval; valamint nincs is nagyobb gyalázat nálunk, mintha valakiröl azt tartják, hogy elárulta a barátságot.” – Télfy János fordítása.